# Zamostea, Prîlukî
Zamostea (în ucraineană Замостя) este localitatea de reședință a comunei Zamostea din raionul Prîlukî, regiunea Cernihiv, Ucraina.

## Demografie
Componența lingvistică a localității Zamostea
     Ucraineană (97,16%)
     Rusă (2,06%)
     Alte limbi (0,79%)
Conform recensământului din 2001, majoritatea populației localității Zamostea era vorbitoare de ucraineană (97,16%), existând în minoritate și vorbitori de rusă (2,06%).